# Hoazinavis
Hoazinavis es un género extinto de hoacín primitivo del Oligoceno tardío y principios del Mioceno (hace cerca de 24–22 millones de años) hallado en depósitos de Brasil. Fue encontrado en 2008 en la formación Tremembé de São Paulo, Brasil. Fue nombrado y descrito por Gerald Mayr, Herculano Alvarenga y Cécile Mourer-Chauviré en 2011 y la especie tipo es Hoazinavis lacustris.